# Under Construction
Under Construction —literalmente en español: en construcción—  es el cuarto álbum de estudio de la rapera femenina americana Missy Elliott. El álbum fue lanzado bajo los sellos discográficos Goldmind Inc. y Elektra Records el 12 de noviembre de 2002 en los Estados Unidos. La producción del álbum estuvo a cargo principalmente por Timbaland con producción adicional de Craig Brockman, Nisan Stewart, Errol "Poppi" McCalla y Elliott a sí misma.
Sobre el lanzamiento, Under Construction recibió la aclamación universal de críticos de la música, basado en una puntuación global de 81/100 por Metacritic. El álbum debutó en la posición número 3 del listado de álbumes Billboard 200 vendiendo 408 mil copias en su primera semana de lanzamiento. En enero de 2003 se registraron más de 2,2 millones de copias vendidas del álbum en los Estados Unidos, convirtiéndose en el álbum con mayor ventas de la rapera hasta la fecha. Under Construction recibió una nominación a los Premios Grammy en la categoría Mejor álbum de Rap y Álbum del Año. Para el cuarto sencillo oficial de álbum fue pensado un remix recién grabado de "Pussycat" con las voces invitadas de Janet Jackson y Lil' Kim. Sin Embargo, la discográfica de Elliott sintió que la canción era demasiado explícita para ser liberada y los planes fueron retirados.
Al año siguiente fue lanzada una secuela de Under Construction bajo la producción de Timbaland, Magoo y Elliott.

## Lista de canciones
1. «Intro/Go to the Floor» - 5:06
2. «Bring the Pain» (con Method Man) - 2:59
3. «Gossip Folks» (con Ludacris) - 3:54
4. «Work It» - 4:58
5. «Back in the Day» (con Jay-Z) - 4:55
6. «Funky Fresh Dressed» (con Ms. Jade) - 3:56
7. «Pussycat» - 4:32
8. «Nothing Out There for Me» (con Beyoncé) - 3:05
9. «Slide» - 3:43
10. «Play that Beat» - 3:02
11. «Ain't that Funny» - 2:48
12. «Hot» - 4:09
13. «Can You Hear Me» (con TLC) - 4:29
14. «Work It» (remix) (con 50 Cent) - 4:59

## Créditos
- Producción ejecutiva: Missy Elliott, Timbaland
- Producción: Missy Elliott, Timbaland, Craig Brockman, Errol "Poppi" McCalla
- Asistencia de voz: Tweet, Lisa Crawford
- Ingeniería de sonido: Jeff Allen, Carlos "El Loco" Bedoya, Josh Butler, Jimmy Douglass, Gurú, Mike "Hitman" Wilson
- Asistencia de ingeniería de sonido: Marc Stephen Lee, Steve Penny, David Snyder, Cory Williams
- Mezcla: Jimmy Douglass, Timbaland
- Asistencia de mezcla: Steamy
- Moderación: Herb Powers
- A&R: Yaneley Arty, Merlin Bobb, Jay Brown, Patricia Elliott, Gail Hansen, Andre Johnson, Celeste Moses
- Diseño & dirección artística: Anita Marisa Boriboon, Lili Picou
- Fotografía: Roberto Fantauzzi

## Posicionamiento en listas y certificaciones
| Lista (2002)                          | Mejor posición |
| ------------------------------------- | -------------- |
| Australia (ARIA)                      | 6              |
| Bélgica (Ultratop flamenca)           | 1              |
| Bélgica (Ultratop valona)             | 1              |
| Dinamarca (Tracklisten)               | 3              |
| Países Bajos (Album Top 100)          | 3              |
| Francia (SNEP)                        | 8              |
| Alemania (Media Control Charts)       | 1              |
| Irlanda (IRMA)                        | 53             |
| Nueva Zelanda (Recorded Music NZ)     | 2              |
| Noruega (VG-lista)                    | 6              |
| Suecia (Sverigetopplistan)            | 5              |
| Suiza (Schweizer Hitparade)           | 1              |
| Reino Unido (UK Albums Chart)         | 23             |
| Estados Unidos Billboard 200          | 3              |
| Estados Unidos Top R&B/Hip-Hop Albums | 2              |

| País                  | Certificación |
| --------------------- | ------------- |
| Australia (ARIA)      | 5x Platino    |
| Reino Unido (BPI)     | 2x Platino    |
| Estados Unidos (RIAA) | 2× Platino    |